# Jim Furyk
Jim Furyk, né le 12 mai 1970 à West Chester, est un golfeur américain. En 2016, il devient le premier joueur de la PGA à réaliser une carte de 58 et deux cartes sous les 60 lors du Travelers Championship.

## Biographie

### Carrière individuelle
En 1993, il remporte son premier tournoi professionnel sur le Nationwide Tour lors du NIKE Mississippi Gulf Coast Classic. Il remporte son premier tournoi sur le circuit américain lors du Las Vegas Invitational. Trois semaines plus tard, il remporte un nouveau tournoi, le Lincoln-Mercury Kapalua International. L'année suivante, il remporte son second titre sur le circuit américain lors du United Airlines Hawaiian Open.
Lors de la saison suivante, bien qu'il ne remporte aucun titre sur le circuit de la PGA, il termine à cinq reprises dans le Top 3. Lors des tournois du grand chelem, il partage tout d'abord une 28e place au Masters, puis une cinquième lors de l'US Open, une quatrième lors de l'Open britannique et une sixième lors du championnat de la PGA.
En 1998, il termine à huit reprises dans le Top 5 d'un tournoi du PGA Tour, dont deux secondes places au MasterCard Colonial et Buick Classic, et une victoire au Las Vegas Invitational. Il termine également quatrième du Masters et l'Open britannique. Sur les autres tournois du grand chelem, il termine quatorzième à l'US Open et ne franchit pas le cut lors du championnat de la PGA.
Il remporte son quatrième tournoi du PGA tour lors du Las Vegas Invitational 1999, dont trois titres sur ce seul tournoi. Il termine également second au Greater Greensboro Chrys. Lors des tournois du grand chelem, il obtient son meilleur résultat sur le championnat de la PGA avec une huitième place. Son plus mauvais résultat en Majeurs est une 17e place lors de l'US Open.
Avec une 14e place, le Masters est le seul tournoi du grand chelem où il termine parmi les vingt premiers lors de l'année 2000. Il remporte le Ford Championship at Doral.
En 2001, pour la quatrième saison consécutive, il remporte un tournoi du circuit européen. Il obtient cette victoire au Mercedes Championships. Il termine second de l'un des tournois du World Golf Championships, le WGC-NEC Invitational, tournoi où il devancé par Tiger Woods.
C'est en 2002 qu'il remporte son septième tournoi du circuit américain en remportant le Memorial Tournament. Il ne franchit pas le cut lors des trois premiers majeurs et termine neuvième du championnat de la PGA.
En 2003, il remporte son premier tournoi majeur en remportant l'US Open, disputé sur le parcours d'Olympia Fields en Illinois. À l'entame du dernier tour, il possède trois coups d'avance sur l'Australien Stephen Leaney, écart qu'il parvient à conserver lors du dernier jour. Il remporte un second titre sur le circuit américain lors du Buick Open. Dans les autres majeurs, il termine quatrième au Masters, ne franchit pas le cut à l'Open britannique et partage la 18e place au championnat de la PGA.
Durant la première partie de l'année 2004, il se fait opérer du poignet pour régler des problèmes de cartilages. Cette saison écourtée est la première depuis 1997 qui se termine sans titre.
Il renoue avec la victoire dès la saison suivante avec une victoire lors du Cialis Western Open. Il termine à quatre reprises second. Lors des tournois majeurs, il termine 28e au Masters, 28e à l'US Open, ne franchit pas le cut en Grande-Bretagne et partage la 34e place au championnat de la PGA.
L'année suivante, il remporte deux titres : au Wachovia Championship et au Canadian Open. Il termine également dans le Top 3 lors de neuf autres tournois dont une seconde place à l'US Open. Il termine également quatrième lors de l'Open britannique. À la fin de l'année, il est second du Official World Golf Ranking. Il reçoit également le Trophée Vardon, trophée récompensant le joueur du PGA Tour ayant réalisé le score moyen le plus bas sur un minimum de 60 parties jouées dans la saison.
Lors de l'année suivante, il conserve son titre au Canadian Open. Il termine de nouveau second lors de l'US Open derrière l'Argentin Ángel Cabrera. Il termine également onzième au classement final de la première édition de la FedEx Cup et il occupe la troisième place au Official World Golf Ranking.
L'année 2008 est une saison vierge de titre. Il termine second du WGC-CA Championship derrière l'Australien Geoff Ogilvy. Son meilleur résultat en Majeurs est une cinquième place à l'Open britannique. Il remporte toutefois le PGA Grand Slam, tournoi qui réunit les vainqueurs des quatre dernières épreuves du grand chelem. C'est la deuxième fois, après 2003, qu'il remporte ce titre.
Lors de la saison suivante, il termine à deux reprises second d'un tournoi du circuit américain, lors du Memorial Tournament et du BMW Championship. C'est la seconde année consécutive où il ne remporte pas de titre du PGA Tour. Il remporte toutefois le Chevron World Challenge. Il termine quatrième de la FedEx Cup.
En 2010, il remporte deux tournois lors de la saison régulière du PGA Tour, au Transitions Championship et au Verizon Heritage. Il débute les playoffs de la FedEx Cup à la troisième place. Il ne peut disputer le The Barclays, premier des quatre tournois de ces playoffs, étant disqualifié pour avoir manqué le Pro-Am. Il termine ensuite 37e au Deutsche Bank Championship puis 15e au BMW Championship. Lors du The Tour Championship, il l'emporte avec un coup d'avance sur l'Anglais Luke Donald et deux sur le Sud-Africain Retief Goosen. Sa victoire lui permet d'empocher les 10 millions de dollars de la Coupe FedEx.

### Carrière en Ryder Cup
Il dispute sa première Ryder Cup lors de l'édition de 1997, première édition disputée en Europe continentale sur le golf espagnol de Valderrama Golf Club à San Roque. L'équipe européenne, dont le capitaine est Severiano Ballesteros, remporte la victoire sur le score de 14½ à 13½. Furyk dispute la première série de double, en foursome en compagnie de Tom Lehman. Opposés à Jesper Parnevik, Per-Ulrik Johansson, les Européens l'emportent sur le score de 1 up. Le deuxième jour, il fait équipe avec Lee Janzen lors d'une partie de fourball (quatre balles, meilleure balle)  qui est finalement remportée par la paire Colin Montgomerie, Bernhard Langer. Il remporte son premier point en Ryder Cup en triomphant de Nick Faldo en simple sur le score de trois et deux.
Deux ans plus tard, il retrouve la sélection Américaine pour affronter l'Europe. Le capitaine Ben Crenshaw l'associe, lors de la deuxième session de double, à Phil Mickelson. Ils perdent cette rencontre de fourball face à la paire García, Parnevik sur le score 1 up. Le lendemain, il dispute une partie de foursome avec Mark O'Meara mais doit de nouveau s'incliner sur le score de trois et deux face à Darren Clarke, Lee Westwood. L'Europe, avec quatre points d'avance à l'entame des simples, semble être en mesure de conserver son trophée. Mais les Américains remportent assez nettement les six premiers simples. Furyk apporte lui aussi sa contribution à l'équipe européenne en ajoutant un nouveau point, le quatorzième, grâce à une victoire quatre et trois face à García. Finalement, les Américains s'imposent sur le score de 14½ à 13½ grâce à un demi point apporté par Justin Leonard.
L'édition suivante se déroule en 2002 sur l'un des parcours les plus prestigieux, The Belfry. Initialement prévue en 2001, elle est finalement reportée à la suite des Attentats du 11 septembre 2001. Les deux équipes sont à égalité 8 partout après les rencontres de doubles. Furyk perd avec Scott Hoch un fourball sur le score de 1 up face à la paire Colin Montgomerie, Bernhard Langer. Associé à Stewart Cink, il remporte sa partie suivante sur le score de trois et deux face à Pádraig Harrington, Paul McGinley. Cette paire américaine s'incline ensuite deux et un face à Lee Westwood, García. Lors de la dernière partie de double, il retrouve Hoch avec lequel il partage la partie les opposant à Clarke, McGinley. Ce dernier est l'adversaire de Furyk lors de la série des simples. Les deux hommes partagent la partie, ce demi assurant alors la victoire de l'équipe européenne qui l'emporte finalement sur le score 15 ½ à 12 ½.

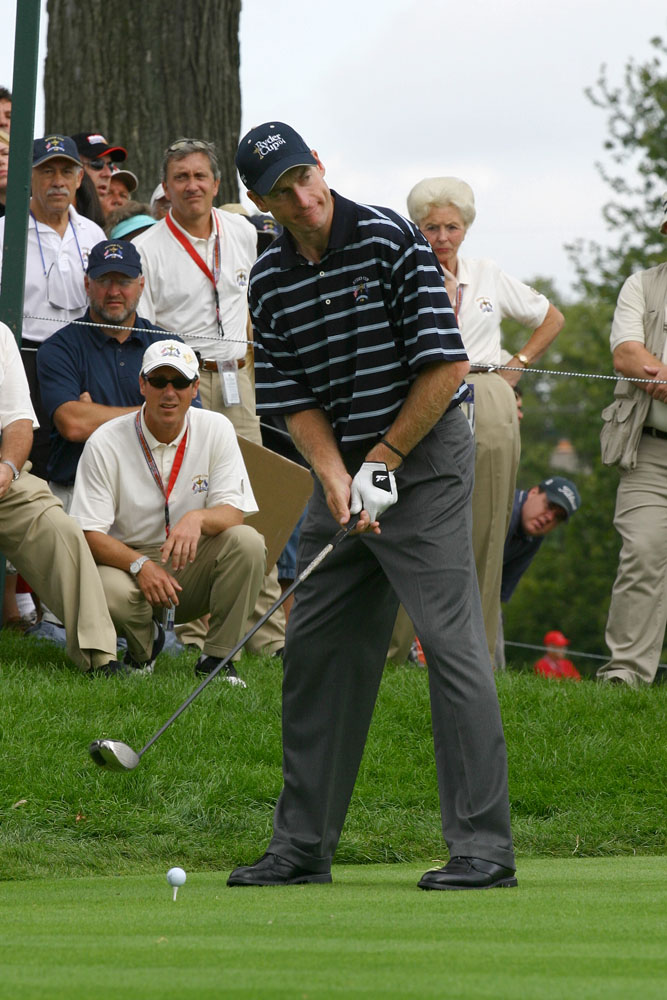
Jim Furyk lors de la Ryder Cup 2004.

La 35e édition de la Ryder Cup, disputée sur le sol américain, voit l'équipe européenne du capitaine Bernhard Langer l'emportant 18 ½ à 9 ½ sur l'équipe américaine dirigiée par Hal Sutton. Furyk perd les trois rencontres de double qu'il dispute : quatre et trois avec David Toms face à García - Westwood, 1 up avec Chad Campbell face à Paul Casey et David Howell et 1 up avec Fred Funk face à Luke Donald - García. L'Europe, qui mène déjà par 11 à 5 avant les simples domine également cette session, Furyk étant l'un des quatre Américains à remporter une victoire. Il l'emporte six et quatre face à David Howell.
Lors de l'édition de 2006, Furyk dispute sa première rencontre avec Tiger Woods, rencontre qu'ils remportent 1 up face à Montgomerie - Harrington. Mais lors de la deuxième rencontre de la journée la paire américaine s'incline 2 up face à Donald - García. Le capitaine américain Tom Lehman associe de nouveau Woods à Furyk lors de la deuxième journée, pour un bilan identique d'une défaite - trois et deux face à Westwood - Clarke - et 1 victoire - trois et deux face à Harrington - McGinley. Lors des simples, Furyk s'incline deux et un face à Paul Casey. L'Europe, en l'emportant sur le score de 18 ½ à 9 ½, remporte le trophée pour la troisième fois consécutivement.
Les Américains dirigés par Paul Azinger désirent mettre un terme à cette série lors la Ryder Cup 2008 disputée sur le Valhalla Golf Club de Louisville. Furyk dispute ses trois parties de double avec Kenny Perry. Après une partie partagée face à Westwood - García, la paire américaine l'emporte trois et un face à Harrington - Robert Karlsson, puis s'incline de un point face à Graeme McDowell - Ian Poulter. L'Europe de Nick Faldo, menée de deux points, avant les simples, perd également cette session où Furyk l'emporte deux et un face à Miguel Ángel Jiménez. Les Américains l'emportent finalement 16 ½ à 11 ½.
Dans une édition 2010 perturbée par la pluie, Furyk dispute sa première rencontre lors de la seconde session. Associé à Rickie Fowler, ils tiennent en échec la paire européenne formée par Westwood et Martin Kaymer. Lors de la troisième session, il s'incline en compagnie de Dustin Johnson face à Harrington - Ross Fisher sur le score de deux et un. Lors des simples, il s'incline deux et un face à Luke Donald.
Pour la trente-neuvième édition de la Ryder Cup, en 2012, disputée sur le parcours du Medinah Country Club de Chicago, Jim Furik est associé à Brandt Snedeker lors des foursome de la session de la première journée. Opposés à la paire Rory McIlroy, Graeme McDowell, les Américains perdent 1 up. Ils prennent leur revanche face à cette même équipe en s'imposant sur le même de 1 up dans une partie de nouveau disputée en foursome. Lors des simples disputés le dimanche, le capitaine Davis Love III place Jim Furik dans la huitième rencontre. Il se trouve confronté à l’Espagnol Sergio García, rencontre remportée par ce dernier sur le score de 1 up. Son total sur cette édition est de une victoire et deux défaites.